# しゃぼん玉 (映画)
『しゃぼん玉』（しゃぼんだま）は、2016年制作の日本映画。
直木賞作家・乃南アサの同名ベストセラー小説の映画化。テレビドラマ『相棒』の助監督を務めてきた東伸児が劇場映画初監督を務めた。また、市原悦子の最後の出演映画となった。

## あらすじ
伊豆見翔人は親に見捨てられたことで自暴自棄になり、女性や老人ばかりを狙った通り魔や強盗傷害を繰り返し、当てのない逃亡生活を続けていた。
ある日、宮崎県の山深くにある椎葉村に流れてきた彼は、怪我をして道端に倒れていた老婆スマを偶然助け、彼女の家に世話になることに。
伊豆見は当初いつものように金を盗んですぐに逃げるつもりだったが、スマを始めとする村の人たちは皆伊豆見のことをスマの孫と勘違いして、あれこれ世話を焼いてきて、逃げられなくなる。さらに伊豆見は、山仕事や祭りの準備を手伝わされる破目に。
しかし、そのうちに伊豆見の心境に変化が現れる。そんな中、ある事件をきっかけに10年ぶりに村に帰ってきた美知と知り合った伊豆見は、自分が犯してきた罪の重さを自覚するようになり、人生をやり直すことを決意する。

## キャスト
- 伊豆見翔人：林遣都
- スマ：市原悦子
- 美知：藤井美菜
- スマの息子：相島一之
- シゲ爺：綿引勝彦